# Atelier
Et atelier er en kunstners værksted. Atelier anvendes også om rum til filmoptagelser, som regel kaldes det så dog for et studie, betegnelsen studie anvendes også om en kunsthåndværkers værksted.